# Вечір усіх святих
Вечір усіх святих (англ. All Hallows' Eve) — американський фільм-антологія жахів 2013 року, написаний, змонтований і знятий Демієном Леоне. Стрічка представлена як серія короткометражних фільмів, які двоє дітей та їхня няня виявляють на непозначеній відеоплівці в ніч на Хелловін, у кожному з яких зображений клоун-вбивця на ім’я Клоун Арт. У фільмі зіграли Кеті Магуайр, Кетрін Каллахан, Марі Мазер і Кайла Ліан, а також Майк Джаннеллі в ролі клоуна Арта. Він включає кадри з короткометражного фільму «9-е коло» 2008 року, а також короткометражного фільму «Жахаючий» 2011 року, обидва з яких також були зрежисовані Леоне та в яких брав участь клоун Арт.
Вечір усіх святих був випущений відразу на відео компанією «Image Entertainment» 29 жовтня 2013 року та отримав змішані відгуки. Після фільму вийшли окремі антології-сиквели «Вечір усіх святих 2» (2015), «Вечір усіх святих: Трикстер» (2023) і «Вечір усіх святих: Пекло» (2024), у яких представлені фрагменти від різних режисерів. Персонаж Клоун Арт пізніше буде показаний як головний герой франшизи «Жахаючий», де персонаж знявся в першому фільмі (2016), його продовженні 2022 року та «Жахаючий 3» у 2024 році. Кожна частина була написана та зрежисована Леоне.

## Сюжет
На Хелловін, після вечора випрошування солодощів, Тіа та Тіммі з подивом знаходять у своїй сумці з цукерками VHS-касету без позначок. Разом зі своєю нянею Сарою вони дивляться стрічку, яка містить три історії про клоуна-вбивцю Арта.
У першому сегменті, 9-те коло, розповідається про молоду жінку на ім’я Кейсі, яку Арт одурманив і викрав, коли та очікувала на поїзд. Вона прокидається та виявляється прикутою в кімнаті з двома іншими жінками, Крістен і Сарою. Коли Сару тягне за ланцюг, Кейсі та Крістен слідують за нею, щоб побачити, куди ведуть їхні ланцюги. Дійшовши до кінця ланцюгів, Кейсі намагається розірвати ланцюги великим каменем. З'являється деформований гуманоїд і розчленовує Крістен тесаком, мимоволі звільняючи Кейсі, розриваючи її ланцюги. Вона тікає та зустрічає чоловіка з кошиком для покупок, якого благає про допомогу, але чоловік повертає її, і незабаром її зв’язують і оточують шабаш відьом у капюшонах. Після спостереження за тим, як відьми вирізають ненароджену дитину з утроби утримуваної вагітної жінки, Сатана ґвалтує Кейсі.
Сара відправляє Тіу і Тіммі спати і продовжує дивитися стрічку сама.
У другому сегменті, «Щось у темряві», зображена Керолайн, яка щойно переїхала до будинку в сільській місцевості. Вночі біля будинку розбивається яскравий предмет і відбувається відключення електроенергії. У Керолайн виходять з ладу телефон і машина, і вона підозрює, що в будинку є ще хтось. Їй раптово дзвонить її чоловік Джон, художник, але незабаром зв’язок обривається. Вона виявляє, що її переслідує іншопланетянин, і, зумівши його дезорієнтувати, ховається в маленькій кімнаті під сходами. Там телефон дзвонить знову, сповіщаючи прибульця про її місцезнаходження. Коли інопланетянин відтягує її, вона стягує простирадло з однієї з картин Джона, показуючи образ клоуна Арта.
У третьому сегменті, «Жахаючий», зображено художника по костюмах, яка їде відокремленою дорогою. Зупиняючись на заправці, вона бачить, що працівник люто виганяє Арта, який, очевидно, розмазав фекаліями стіни ванної кімнати заправки. Поки працівник наповнює її бак і дає їй вказівки, він чує шум із заправки. Він заходить всередину, щоб з'ясувати причину, і коли він не повертається, костюмер заходить в будівлю і бачить, як Арт рубає його тіло ножівкою. Вона їде, але Арт з'являється за її сидінням і намагається задушити її целофаном. Вона вдаряє по гальмах й тікає, забарикадовуючись у великому сараї. Арт проривається в сарай і б'є її саморобним батогом. Вона встромляє Арту в око скальпель, а в спину — ножа. Вона знову втікає, і її підбирає чоловік, який намагається відвезти її до сусідньої поліцейської дільниці. Арт переслідує їх на машині та вбиває чоловіка з пістолета, через що їхня машина розбивається. Через деякий час художник по костюмах приходить до тями на грубому операційному столі та виявляє, що Арт ампутував їй кінцівки та груди та вирізав на її тілі женоненависницькі непристойності.
Стурбована Сара вимикає телевізор. Дзвонить домашній телефон, і коли Сара відповідає, вона чує, як художниця з костюмів із третього сегменту благає про допомогу. Телевізор знову вмикається, показуючи темну кімнату. Арт заходить у кадр, підходить до Сари з-за екрана й починає стукати по склу. Потім Сара бачить себе на екрані телевізора з Артом позаду неї. Вона несамовито виймає касету з відеомагнітофона і знищує її, розбиваючи об підлогу. Невдовзі після цього вона чує крик Тіа та Тіммі. Сара біжить нагору й бачить клоуна Арта біля їхньої кімнати, всього у крові, який сміється з неї та радісно жестом пропонує їй увійти. Сара прикриває очі від жаху; коли вона відкриває їх через кілька секунд, Арт зник. Сара заходить до кімнати, знаходячи лише відрубані голови Тіа та Тіммі та напис кров’ю «АРТ» на стіні.

## Акторський склад
- Кеті Магуайр в ролі Сари
- Кетрін Каллахан — Керолайн
- Марі Мазер — художниця по костюмах
- Кайла Ліан у ролі Кейсі
- Майк Джаннеллі[ru] в ролі клоуна Арта
- Сідней Фрайхофер — Тіа
- Коул Метьюсон — Тіммі
- Брендон де Спейн[d] в ролі Чужого
- Майкл Rміл — працівник заправки / Джон (голос)
- Марісса Вульф у ролі Крістен
- Мінна Тейлор в ролі Сари
- Деніел Родас — чоловік в автомобілі
- Крістін Євангеліста в ролі Опудала
- Анна Мальєр в ролі вагітної жінки
- Ерік Дієс — Сатана

## Виробництво
– Демієн Леоне про антологічний формат «Вечора усіх святих».
Леоне був творцем персонажа клоуна Арта, який вперше з’явився в короткометражному фільмі «9-е коло», сценаристом і режисером якого й був Демієн. Короткометражний фільм був знятий на 35 мм плівку у 2006 році, а його прем'єра відбулася на кінофестивалі «Backseat» у 2008 році. Потім Леоне написав сценарій і зрежисував «Жахаючого», ще один короткометражний фільм про Арта, який вийшов у 2011 році. Продюсер «Вечора усіх святих» Джессі Багет переглянув короткометражку «Жахаючий» на YouTube, що спонукало його розглянути можливість включити її до фільму-антології з короткометражними фільмами інших режисерів. За словами Леоне, «я це бачив по іншому, і я вмовив його дозволити мені знімати все. Він поставився до цього абсолютно спокійно і дозволив мені написати більше та використати два короткометражки, які я вже зробив, щоб створити єдиний, цілісний фільм."
«9-е коло», з додатковими відеоматеріалами, які не були включені в оригінальний короткометражний фільм, служить першим сегментом «Вечора усіх святих», а короткометражка «Жахаючий» — третім сегментом фільму. Стосовно другої частини фільму Леоне сказав: «Багато людей запитують мене, чому ми не зробили ще одну історію про клоуна Арта, і я відчував, що якби я дав людям ще 15 або 20 хвилин того, як він когось убиває, це б зменшило вплив «Жахаючого». Спочатку він мав намір створити прибульця у другому сегменті використовуючи ляльку, але через часові та бюджетні обмеження прибульця зобразив актор Брендон де Спейн у костюмі.

## Реліз
Вечір усіх святих був випущений на DVD і в цифровому форматі «Image Entertainment» 29 жовтня 2013 року. Вперше він був випущений на Blu-ray як подвійний повнометражний з фільмом 2013 року «Ніч пустощів» 9 вересня 2014 року. «Image» повторно випустила фільм на DVD 13 вересня 2016 року як подвійний повнометражний фільм із фільмом 2015 року «Вечір усіх святих 2». Вечір усіх святих отримав окремий реліз Blu-ray у серпні 2019 року. Фільм вийшов на VHS у вересні 2024 року завдяки «RLJE Films».

## Сприйняття
Вечір усіх святих отримав неоднозначні відгуки. Род Лотт з «Oklahoma Gazette» писав: «те, чого не вистачає «Вечору всіх святих» у продакшені, сценарист/режисер/редактор/гример Демієн Леоне компенсує чистою пристрастю. Можна сказати, що цьому хлопцеві подобається дух сезону, і він це показує у своїй трилогії жахів, яка має всі умови для того, щоб стати другорядним культовим хітом».  Рецензент «Ain't It Cool News» похвалив персонажа клоуна Арта, назвавши його «дещо культовим» і «досить жахливим», але розкритикував «тонкий як папір» сюжет фільму, написавши, що «я можу тільки уявити, що страх би посилився в геометричній прогресії, якби творці фільму витратили на історію стільки ж часу, скільки на те, щоб придумати чудовисько».
Мадлен Кестнер з «Fangoria» написала, що перший сегмент фільму «не має абсолютно ніякого сенсу», і продовжила, назвавши другий сегмент «невибачено нецікавим», посилаючись на третій сегмент як «легко найкращий з трьох». Вона високо оцінила спецефекти та дизайн персонажів, і зазначила, що «в цьому фільмі є щось справді моторошне». Бред Макхарг з «Dread Central» дав фільму оцінку 3,5 з 5, написавши, що Арт «приречений стати іконою жахів», і, закінчуючи: «Попри всі свої недоліки, «Вечір усіх святих» демонструє надзвичайний талант як перед камерою, так і позаду неї. [...] хоча це не ідеальний фільм, він натякає на багатообіцяюче майбутнє для Леоне і, якщо нам пощастить, клоуна Арта». Адріан Хален з HorrorNews.net назвав його «одним із найстрашніших фільмів, які я бачив цього року», написавши, що він «має тенденцію виходити за межі своєї власної обстановки, граючи на страхах глядачів і відчутті кошмарного реалізму».
Том Беккер з «DVD Verdict» розкритикував «невигадливий сценарій, ненатхненну акторську гру та жалюгідні ефекти» та написав, що «Це не поганий фільм, просто не дуже хороший чи запам'ятовуваний. [...] Варто подивитися, якщо ваш кабельне закінчилося, і ви передивилися свій Netflix і Redbox». Фелікс Васкес-молодший із «Cinema Crazed» назвав фільм «безглуздою вправою у форматі антології без справжніх видатних історій чи акторської гри. Навіть із тим, що «Клоун Банальність» виконує роль основної сюжетної нитки для всіх казок, інді-антологія жахів Демієна Леоне дуже легко забувається і є нудним жанровим дебютом».

## Сиквели та спінофи
«Вечір усіх святих 2» — окремий фільм-антологія від «Ruthless Pictures» і продюсера/режисера Джессі Баджета, що містить дев’ять сюжетних сегментів, кожен з яких має іншого режисера. 6 жовтня 2015 року фільм був випущений у форматі VOD і в цифровому форматі, а 2 лютого 2016 року вийшов на DVD. Два продовження, «All Hallows' Eve: Trickster» і «All Hallows' Eve: Inferno», були випущені в 2023 і 2024 роках відповідно.
Спіноф, повнометражний фільм за участю клоуна Арта під назвою «Жахаючий» вийшов у 2016 році. За Жахаючим пішов «Жахаючий 2», який вийшов у 2022 році, і другий сиквел, «Жахаючий 3», випущений у 2024 році.